# Love Stage!!
Love Stage!! (ラブ ステージ, Rabu Sutēji) est un manga yaoi créé par Eiki Eiki et illustré par Taishi Zaō. Il est prépublié depuis 2010 dans le magazine Asuka Ciel de l'éditeur Kadokawa Shoten. La version française est publiée chez l'éditeur Taifu Comics depuis juillet 2013. Le manga a été compilé en un total de 7 volumes.
Une adaptation en anime de dix épisodes produite par le studio J. C. Staff a été diffusée entre juillet et septembre 2014 sur Tokyo MX. Dans les pays francophones, la série a été diffusée en simulcast par Crunchyroll et est également éditée en DVD et Blu-ray par Black Box depuis juillet 2015.

## Synopsis
La famille du jeune Izumi Sena n'est composée que de célébrités et, pourtant, lui ne s'est jamais senti attiré par ce milieu. Cela est sans doute dû au tournage d'une publicité, réalisé 10 ans auparavant, où Izumi s'était vu obligé de se travestir en fille, une expérience mal vécue par le jeune homme. Considéré comme un otaku, Izumi est peu extraverti et a pour seul objectif de devenir mangaka.
Mais il ne s’attendait pas à ce que, pour la décennie de la publicité, un nouveau projet voit le jour ! Il ne s'attendait pas non plus à ce qu’on lui confie le rôle de la mariée ! De plus, son partenaire est Ryôma Ichijô, un acteur très populaire de sa génération, qui se montre intéressé par le jeune homme qu'il pense être une fille.

## Personnages
Izumi Sena (瀬名 泉水, Sena Izumi)
Izumi Sena est un jeune garçon androgyne introverti qui rêve de devenir Manga-ka. Petit, il a joué dans une pub pour un mariage au côté de ses parents et Ryoma Ichijo, il en a été traumatisé... Depuis, il refuse de devenir un acteur.
Ryōma Ichijō (一条 龍馬, Ichijō Ryōma)
Rei Sagara (相楽 玲, Sagara Rei)
Shōgo Sena (瀬名 聖湖, Sena Shōgo)

## Manga

### Liste des volumes
| no | Japonais          | Japonais          | Français         | Français          |
| no | Date de sortie    | ISBN              | Date de sortie   | ISBN              |
| -- | ----------------- | ----------------- | ---------------- | ----------------- |
| 1  | 27 mai 2011       | 978-4-04-854636-2 | 25 juillet 2013  | 978-2-35180-752-1 |
| 2  | 30 mai 2012       | 978-4-04-120265-4 | 24 octobre 2013  | 978-2-35180-776-7 |
| 3  | 30 mai 2013       | 978-4-04-120723-9 | 24 avril 2014    | 978-2-35180-812-2 |
| 4  | 31 mai 2014       | 978-4-04-121134-2 | 27 novembre 2014 | 978-2-35180-861-0 |
| 5  | 22 novembre 2014  | 978-4-04-101730-2 | 26 mars 2015     | 978-2-35180-906-8 |
| 6  | 1er octobre 2015  | 978-4-04-103322-7 | 26 mai 2016      | 978-2-35180-962-4 |
| 7  | 1er novembre 2016 | 978-4-04-104889-4 | 22 juin 2017     | 978-2-37506-053-7 |

## Adaptations

### Light novel
Une série dérivée sous forme de light novels intitulée Back Stage!! est écrite par Eiki Eiki et Kazuki Amano, avec des illustrations de Taishi Zaō. Elle est publiée depuis mai 2011 par Kadokawa Shoten. Une adaptation en manga a vu le jour.
| no | Japonais         | Japonais          |
| no | Date de sortie   | ISBN              |
| -- | ---------------- | ----------------- |
| 1  | 31 mai 2011      | 978-4-04-449423-0 |
| 2  | 28 décembre 2011 | 978-4-04-100150-9 |
| 3  | 1er juin 2013    | 978-4-04-100866-9 |

### Anime
L'adaptation en série télévisée d'animation a été annoncée en mai 2013. Elle est produite par le studio J. C. Staff avec une réalisation de Ken'ichi Kasai et un scénario de Michiko Yokote. La diffusion de la série a débuté le 9 juillet 2014 sur Tokyo MX. Dans les pays francophones, elle est diffusée par Crunchyroll et elle est éditée en DVD et Blu-ray par Black Box depuis juillet 2015.
Un épisode OAV est commercialisé avec l'édition limitée du cinquième volume du manga.

#### Liste des épisodes
| No | Titre français                       | Titre japonais           | Titre japonais                 | Date de 1re diffusion |
| No | Titre français                       | Kanji                    | Rōmaji                         | Date de 1re diffusion |
| -- | ------------------------------------ | ------------------------ | ------------------------------ | --------------------- |
| 01 | La porte des rêves                   | ユメヘノトビラ           | Yume no Tobira                 | 9 juillet 2014        |
| 02 | Parce que je t’ai rencontré(e)       | キミニアエタカラ         | Kimi ni Aetakara               | 16 juillet 2014       |
| 03 | J’aurais préféré que ce soit un rêve | ユメナラヨカッタノニ     | Yume Nara Yokatta no Ni        | 23 juillet 2014       |
| 04 | Mais je t’aime quand même !          | デモスキナンダ           | Demo Suki Nanda                | 30 juillet 2014       |
| 05 | Juste un petit peu…                  | チョットダケナラ         | Chotto Dake Nara               | 6 août 2014           |
| 06 | Est-ce que c'est un test ?           | ナンノシレンデスカ       | Nan no Shiren desu ka          | 13 août 2014          |
| 07 | Si ça se trouve, c’est ça…           | コレッテモシカシテ       | Korette Moshikashite           | 20 août 2014          |
| 08 | Φ Stage - À la façon des garçons     | Φ(ラブ)-STAGE 男達の流儀 | Rabu-Stēji Otokotachi no Ryūgi | 27 août 2014          |
| 09 | Lequel dois-je croire ?              | ドッチガタダシイノ       | Docchi ga Tadashii no          | 3 septembre 2014      |
| 10 | C’est peu dire que je l’aime…        | スキジャタリナイ         | Suki ja Tarinai                | 10 septembre 2014     |

#### Doublage
| Personnages     | Voix japonaises   |
| --------------- | ----------------- |
| Izumi Sena      | Tsubasa Yonaga    |
| Ryōma Ichijō    | Takuya Eguchi     |
| Rei Sagara      | Daisuke Hirakawa  |
| Shōgo Sena      | Daigo             |
| Seiya Sena      | Ryōtarō Okiayu    |
| Nagisa Sena     | Sayaka Ohara      |
| Kojirō Ryūzaki  | Showtaro Morikubo |
| Takahiro Kuroi  | Ryōhei Kimura     |
| Kazumi Shino    | Kyōko Sakai       |
| Kōsuke Sotomura | Kazutomi Yamamoto |
| Tenma Hidaka    | Junji Majima      |

#### Musiques
| Générique | Épisodes | Début  | Début       | Fin              | Fin               |
| Générique | Épisodes | Titre  | Artiste     | Titre            | Artiste           |
| --------- | -------- | ------ | ----------- | ---------------- | ----------------- |
| 1         | 1 – 10   | LΦvest | Screen Mode | Click Your Heart | Kazutomi Yamamoto |

### Film
Le manga a été adapté en film par Hiroki Inoue en 2020.

### Série télévisée
Une nouvelle adaptation a eu lieu en Thaïlande au format série télévisée en 2022.

### Édition japonaise
Manga
1. 1 2  Tome 1
2. 1 2  Tome 2
3. 1 2  Tome 3
4. 1 2  Tome 4
5. 1 2  Tome 5
6. 1 2  Tome 6
7. 1 2  Tome 7

Light novel
1. 1 2  Tome 1
2. 1 2  Tome 2
3. 1 2  Tome 3

### Édition française
1. 1 2  Tome 1
2. 1 2  Tome 2
3. 1 2  Tome 3
4. 1 2  Tome 4
5. 1 2  Tome 5
6. 1 2  Tome 6
7. 1 2  Tome 7